# الواقعية في الأدب الإسباني
| أدب إسباني |
| --- |
| |
| أدب ألفونسو العاشر أدب العصور الوسطى الترجمات في العصر الذهبي الإسباني أدب عصر النهضة رواية فروسية رواية شطارية رواية بيزنطية ميغيل دي ثيربانتس أدب الباروك أدب عصر التنوير أدب الرومانسية أدب الواقعية أدب الحداثة الأولترايسمو جيل 98 جيل 1914 جيل 27 جيل الخمسينات رواية اجتماعية إسبانية ما بعد الحرب |
| انظر أيضًا |
| نقد أدبي • الانطباعية • رومانسية المدرسة الإبداعية • النقد أدب بورتوريكو • البوم الأمريكي اللاتيني البرناسي • واقعية أدبية • طبعانية الرومانسية الجديدة • العبثية في الأدب • باروكية • واقعية سحرية حداثة • كلاسيكية • سريالية • رمزية                                                                    |

الواقعية في الأدب الإسباني (بالإسبانية: Literatura española del Realismo) هي حركة أدبية شكلت جزءًا من الواقعية، وهو تيار ثقافي ظهر في أوروبا في منتصف القرن التاسع عشر عقب اضمحلال اتجاهات الرومانسية. ظهر سابقًا في فرنسا عام 1850 حيث تطورت أصوله التي كانت موجودة بالفعل في الرومانسية، وخصوصًا في الأدب الذي يتناول العادات والتقاليد. بدأت أفكار الرومانسية تتلاشى شيئًا فشيئًا وتحل محلها أفكار أخرى معادية لفكرة الفن من أجل الفن؛ وتشبعت نظرة البعض من الأفكار التي كانت تعج بكل ما هو خيالي وجمالي خلاب، وعمدوا إلى الملاحظة الموضوعية للأشخاص والمجتمع والأحداث المعاصرة في محاولة منهم إلى تقديم صورة واضحة للمجتمع آنذاك. ويعد الفرنسي أونوريه دي بلزاك (1799-1850) المنظّر الرئيسي لهذا التيار بعمله الأدبي الشهير الملهاة الإنسانية والذي أضفى طابعًا أخلاقيًا واجتماعيًا إلى الرواية. وهي الغاية التي أسهمت فيما بعد في ظهور تيار الطبيعية.
ظهر مصطلح الواقعية للمرة الأولى مرتبطاً بالرسم عام 1850، إلا أنه توسع بعد ذلك ليشمل جميع الفنون. وفي الأدب انعكس جليًا وبشكل كبير في الرواية. وربما كان أحد أسباب النجاح والانتشار الشعبي للأعمال الروائية نشرها في الصحف في ذلك الوقت. واستخدم الناشرون الرواية لإجبار العامة على شراء الصحيفة يوميًا. ويعد موقف الكاتب الواقعي ذا طابع تحليلي ونقدي، حيث اعتاد أن يبقى خارج نطاق السرد. وكانت أول روايات القرن التاسع عشر ذات طابع اجتماعي، وكان يعتبرها الكتاب بمثابة «تأريخ للعصر الحاضر» في تلك الفترة. وعلى الرغم من ذلك، فإنه لا يمكن إغفال جهود البعض في إحياء وتطوير اتجاهات الرومانسية أو ابتكار تيارات أخرى مضادة لتيار الواقعية.

## خلفية تاريخية
خلال القرن التاسع عشر، عاشت إسبانيا واحدة من أكثر الفترات العصيبة في تاريخها، حيث افتتحت القرن بحرب شبه الجزيرة الأيبيرية ضد فرنسا وأنهتها بالحرب الأمريكية الإسبانية وكارثة عام 1898، وبموجب معاهدة باريس عام 1898 التي وُقعت في 10 ديسمبر 1898، والتي أقرت بإن تتنازل إسبانيا عن كل الحقوق في كوبا واستسلام بورتوريكو والتخلي عن ممتلكاتهم في جزر الهند الغربية واستسلام جزيرة غوام والفلبين إلى الولايات المتحدة الأمريكية، وكان على الولايات المتحدة أن تدفع 20 مليون دولار لإسبانيا في نهاية المطاف لحيازة الفلبين في آسيا.
أطاحت ثورة 1868 بسلالة آل بوربون، التي جاءت بعد عهد فيرناندو السابع (1814-1833) وإيزابيل الثانية (1833-1868). ثم أعقبها بعد ذلك حكم سيرانو عام 1874، والذي كان من الرؤساء غير الملكيين للدولة؛ واستعادة حكم آل بوربون في إسبانيا على يد ألفونسو الثاني عشر (1875- 1885)، نجل الملكة إيزابيل الثانية، بعد بيان مارتينث كامبوس الأول. وبعدها أُعلن نبأ وفاة الملك، فتقلدت زوجته ماريا كريستينا وصاية العرش حتى عام 1902، حينئذ نُصب الملك ألفونسو الثالث عشر ملكًا لإسبانيا.

## الطبيعية

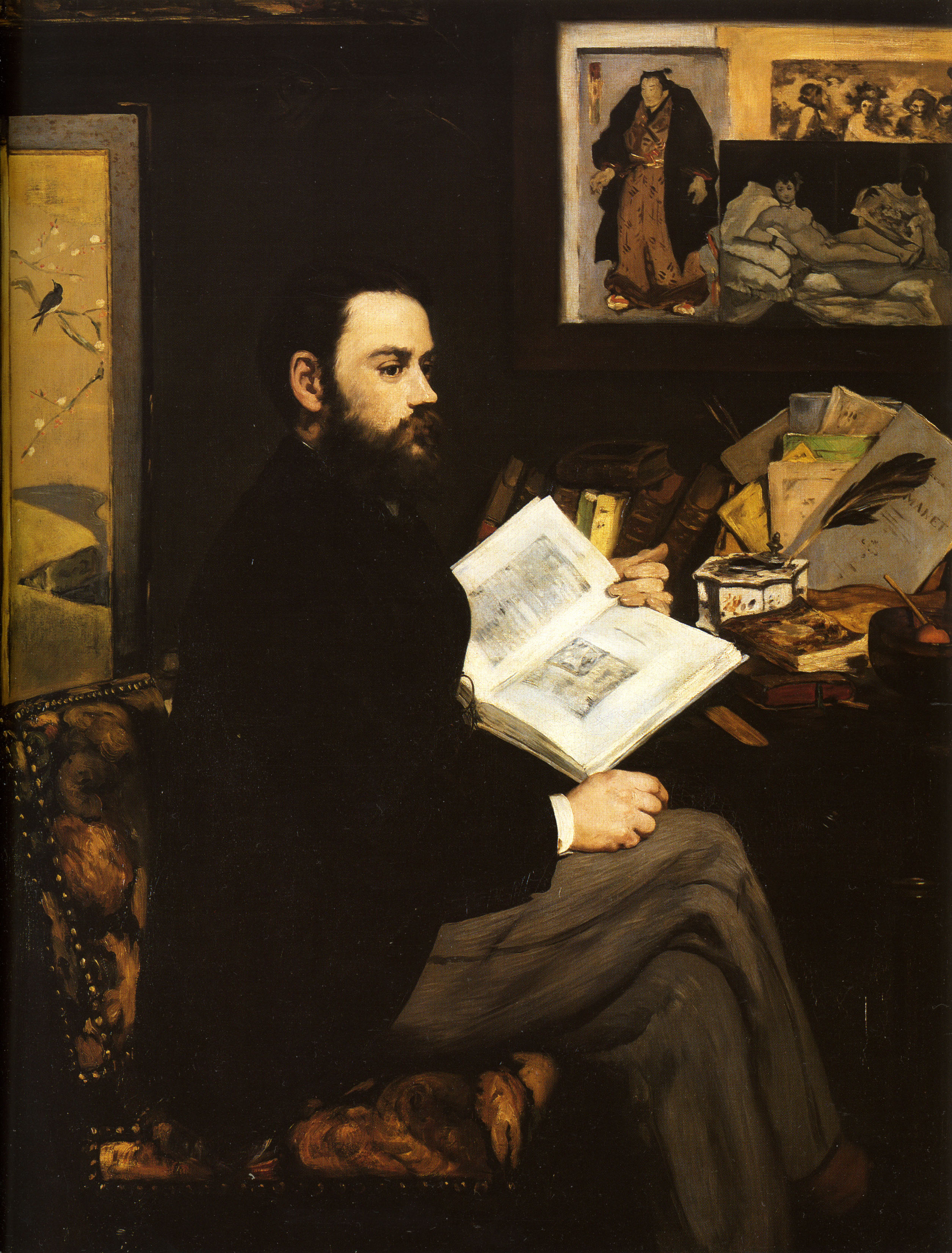
لوحة لإميل زولا، رسمها إدوار مانيه.

وُلد اتجاه الطبيعية الأدبي في فرنسا، ويعد إميل زولا (1840- 1902) من أشهر ممثليه. وشكلت جزءًا من الفلسفة الوضعية لأوغست كونت (1798- 1857)، ومناهج عالم الفيزيولوجيا لكلود برنار (1813- 1878)، إضافة إلى العديد من الإنجازات المميزة مثل الديمقراطية والطرق التجريبية العلمية لكلود برنار ونظرية التطور لتشارلز داروين، وبهذه الطريقة، قام زولا بالبحث عن أسباب المشكلات الاجتماعية في البيئة والأفراد والتطور البيولوجي. ولذلك، تبنت الطبيعية النظرة المادية والحتمية للشخوص غير المسؤولين أخلاقيًا، لكونهم نتاجًا لبيئتهم المحيطة وتراثهم. وإذا كان الكاتب الواقعي ملمًا بكل ما يحدث، فإن كاتب الطبيعية يقوم بدور قاضي التحقيقات الذي يتحرى عن السوابق والأسباب. وزولا صاحب أيديولوجية اشتراكية، وتعج أعماله بالعديد من شخصيات مدمني الكحول والمجانين والمرضى النفسيين.
كانت الرواية التجريبية عام 1880 هي النص الذي اشتملت عليه النظرية الطبيعية لزولا. ويدعم زولا في هذا النص الأدبي النقدي فكرة أن الروائي هو شخص مُراقب ومُجرب. ومن وجهة نظر المراقب، يعرض الكاتب الأحداث كما لاحظها ويؤسس الساحة التي تتحرك عليها الشخصيات وتتطور الأحداث. أما من وجهة نظر المُجرب، فإن الروائي يضع التجربة ويحرك شخوص العمل في قصة خاصة، يُبرز بها تسلسل الأحداث المطلوب توافرها لحتمية دراسة الظواهر.
لم يحقق هذا التيار في إسبانيا الصدى المرغوب نتيجة التناقضات بين النظرية الطبيعية والمعتقدات الدينية، وتساءلت المذاهب النقدية عن مدى فاعلية ذلك في وضع الحركة في اتجاه صارم. وتناولت إميليا باردو باثان ذلك الأمر في مقالها المسألة الملحة. ويعد كل من باردو باثان وبينيتو بيريث جالدوس من رواد هذا التيار في إسبانيا، إلا أن الأخير تم رفضه بشكل علني من قبل الأغلبية. وفي الوقت ذاته، فإنه عند الحديث عن الفرق بين تياري الطبيعية والواقعية الإسبانيين، فإن الفروق الفاصلة بينهما تبدو غير واضحة المعالم ويصعب التمييز الجيد بين الحركتين في حالة عدم تبني النظريات الفرنسية.

## الخصائص الأدبية العامة للواقعية

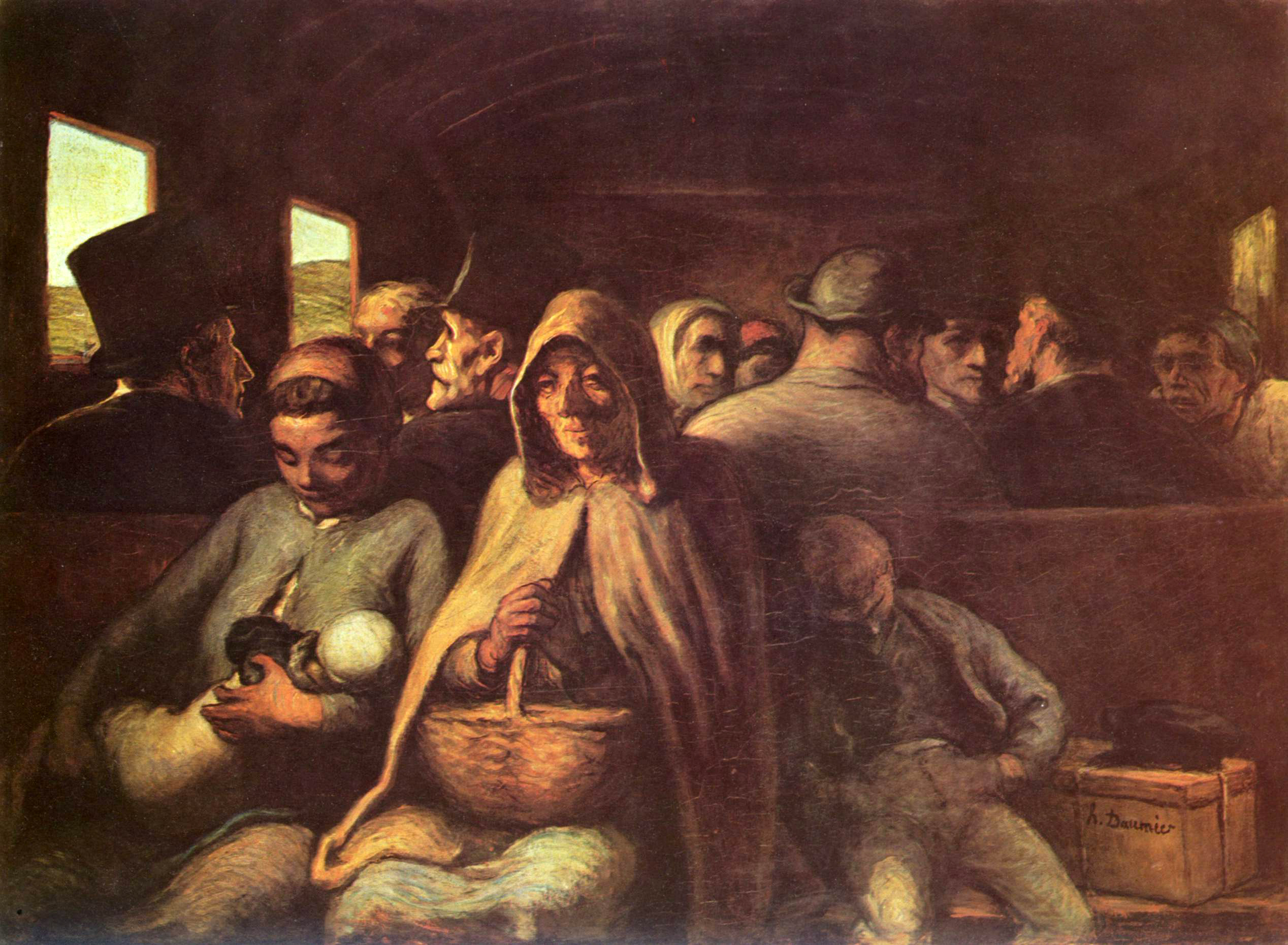
عربة الدرجة الثالثة للرسام الواقعي أونوري داومير.

تعد الرواية أفضل ثمار الأدب في إسبانيا في النصف الثاني من القرن التاسع عشر، وذلك نتيجة للازدهار الدولي لهذا الفصيل الأدبي في تلك الفترة تجسيدًا لرقي الطبقة المتوسطة البرجوازية، التي استطاعت الوصول للسلطة السياسية بعد العديد من الثورات المتعاقبة مثل ثورات 1789 و1820 و1830 و1848. وقد تبلورت قيم واهتمامات الطبقة البرجوازية في الأدب الواقعي الذي أصبح مرآه معبرة عن كل ما يصول ويجول في عقلية هذه الطبقة، ومنها النزعة الفردية والمادية والرغبة في الارتقاء الاجتماعي مع تقدير كل ما هو يومي وثابت غير قابل للتغيير.
تعددت الموضوعات التي ناقشتها الواقعية الأدبية مثل التقابل بين القيم التقليدية مع نظيرتها الحضرية المعاصرة، وأيضًا النزوح من القرى إلى المدن، حيث كانت السمة السائدة في هذه الفترة؛ وبالمثل تسببت التناقضات الاجتماعية والأخلاقية، مثل صراع الرغبة في الارتقاء الاجتماعي والأخلاقي والاقتصادي، في إحداث حالة من عدم الرضا لدى المرأة التي كانت تتمتع بحقها في التعليم الأساسي إلا أنه في الوقت ذاته، لم يرتقٍ إلى إمكانية مشاركتها في العمل والوصول إلى الاستقلال والفردية البرجوازية، وظهرت مواضيع الزنا والمتعة الميلودرامية والعاطفية بوصفهم وسيلة لهروب المرأة من ذلك.
وهناك اتجاهان يمثلان تيار الواقعية وهما: التيار المحافظ والتيار التقدمي. واصطبغت الرواية آنذاك بـ:
- الرؤية الواقعية للواقع التي تمت عن طريق الملاحظة الموضوعية والمباشرة للعادات والسمات النفسية المميزة للمجتمع، مع حذف كل مظهر من مظاهر الذاتية والأحداث الخيالية وكل مشاعر تبتعد عن الواقع. وارتأى كل من الكاتب الواقعي جالدوس أن الرواية ما هي إلا صورة للحياة، فيما ارتأى كلارين أن الرواية ما هي إلا نسخة فنية للواقع.[28]
- الدفاع عن أطروحة محددة: حيث يقوم الرواة بكتابة أعمالهم مع تسليط الضوء على الواقع من منظور أخلاقي. وترتبط فكرة الدفاع عن أطروحة محددة عادة بموضوعية الرواية.
- مواضيع قريبة من القارئ: مثل النزاعات الزوجية، والخيانة، وإعلاء المثل العليا.[2]
- اكتسبت اللغة العامية والشعبية أهمية كبيرة حيث أسهمت بوضع شخوص العمل في بيئتهم الحقيقية.[28]

## الواقعية والطبيعية في إسبانيا
لاقى تيار الواقعية في إسبانيا نجاحًا كبيرًا وتم الترويج له بكل سهولة، حيث كانت هناك العديد من الأعمال التمهيدية لهذا التيار مثل الروايات البيكارسكية والكيخوطي. ووصل إلى ذروة ازدهاره في النصف الثاني من القرن التاسع عشر مع كل من خوان باليرا وبيريدا وجالدوس، ولكنها لم تبلغ القواعد الصارمة التي أرستها مدرسة بلزاك.

- ظهرت تأثيرات الطبيعية في كل من جالدوس، وكلارين وباردو باثان وبلاسكو إيبانييث،[32] إلا أنه في الوقت ذاته لم تظهر تلك الأسس العلمية والتجريبية التي أرساها زولا في أعمالهم الأدبية. ويشترك جميعهم في روح النضال ضد الأيديولوجية المحافظة، وفي كثير من الحالات، ضد سلوكها التخريبي.
- كانت الرواية الواقعية في كثير من الأحيان بمثابة المرآه التي تعكس البيئات الإقليمية كما هو الحال مع بيريدا في كانتابريا وخوان باليرا في الأندلس وكلارين في أستورياس. أما بينيتو بيريث جالدوس فكان حالة استثنائية، حيث فضل الكتابة عن الأجواء الحضرية في مدريد.[4]

كان لتيار الطبيعية في إسبانيا أيضًا بعض الخصوم الذين أحدثوا جدلًا واسعًا. ويظهر كل من بيدرو أنطونيو دي ألاركون وخوسيه ماريا دي بيريدا على قائمة المعارضين لهذا التيار حيث وصفوه بأنه فعل غير أخلاقي. فيما اُعتبر كل من بينيتو بيريث جالدوس وإميليا باردو باثان من كبار المدافعين عن هذا الاتجاه. وظهر هذا الجدال الواسع منذ عام 1883 عندما قامت باردو باثان بنشر مقالها المسألة الملحة.
وتشكل هذا الجيل من مجموعة من الكتاب الذين اُعتبروا فئة وطنية جديدة. وكانت ذروة نشاط هذا الجيل في ثمانينات القرن التاسع عشر. ويتكون هذا الجيل من بيدرو أنطونيو دي ألاركون وخوسيه ماريا دي بيريدا وبينيتو بيريث جالدوس وخوان باليرا وليوبولدو ألاس (كلارين) وإميليا باردو باثان وأرماندو بالاثيو بالديس.
الوعي بالفروق الطبقية والرؤية المتفائلة للمجتمع كانت من أبرز الخصائص المميزة لهذا الجيل، ولكنها تحولت في وقت لاحق إلى نظرة تشاؤمية نتيجة ثورة 1868. وبشكل فردي، كان لكل كاتب منهم أسلوبه الخاص والمتفرد عن غيره. وكان ألاركون الوحيد من بين هؤلاء الكتاب الذي قدم بعض السمات الموروثة من تيار الرومانسية، وخاصة في الأدب الذي يتناول العادات والتقاليد. وظهر هذا التأثير جليًا في أعماله التي ظهرت عام 1881 مثل حكايات غرامية وقصص وطنية و روايات غير قابلة للتصديق.

## الرواية: أوائل الكتاب

### خوان باليرا

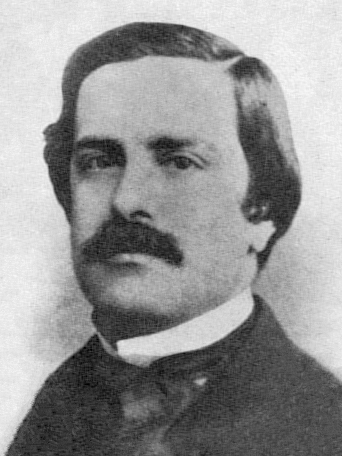
خوان باليرا.

خوان باليرا وألكالا- جاليانو سياسي ودبلوماسي وكاتب إسباني، وُلد في قبرة في مقاطعة قرطبة في 18 أكتوبر 1824. ينتمي باليرا إلى عائلة أرستقراطية. درس القانون في غرناطة ومدريد. بدأ حياته المهنية بوصفه روائيًا في الخمسينيات من عمره. وأصيب بالعمى في سنواته الأخيرة.
أسهم بكتاباته في كل الأنواع الأدبية مثل: خطابات والكتابات الصحفية والنقد الأدبي والشعر والمسرح والقصة القصيرة والرواية. وتجاوزت أعماله ستة وأربعين مجلدًا. أعرض باليرا في بداياته عن الحركة الرومانسية مثلها مثل الواقعية، حيث منعته من تطويع الخيال في أعماله. إلا أنه تبنى موقف واقعي وحيد عندما اختار محيطًا واقعيًا في أندلوسيا مسقط رأسه وشخصيات يمكن تصديقها. لكنه رفض الجوانب الأقل جاذبية للواقع، من وجهة نظر منظري المذهب الطبيعي وبعض كتاب الواقعية.
كتب العديد من الأعمال الهامة مثل ببيتا خيمينث عام 1874، وكتب معظمها على هيئة خطاب والتي تتناول قصة أرملة تتفق مع والد أحد الإكليريكين بغية إبعاده عن مهنته الكاذبة؛ والسيدة لوث عام 1879، حيث معالجته لقضية الدعوة الدينية، وخوانيتا الطويلة عام 1895، والتي تتناول قصة حب للخمسيني دون باكو والبطلة التي تريد التخلص منه من أجل علاقة زواج شريفة. استخدم باليرا لغة أدبية بسيطة، إلا أنها في الوقت ذاته لم تكن عامية.
وتوفي في مدريد في 18 أبريل عام 1905. وبعد وفاته، حافظت الجماعة الأدبية المعروفة بجيل الثمانية والتسعين على احترامها الشديد له. ويعد حاليًا واحدًا من أفضل كتاب النثر في القرن التاسع عشر، من وجهة نظر العديد من النقاد، بالرغم من الاعتراف بالتفوق الإبداعي لجالدوس.

### خوسيه ماريا دي بيريدا

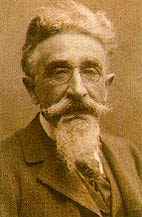
خوسيه دي بيريدا.

وُلد الروائي خوسيه ماريا دي بيريدا وسانشيث بورروا في بولانكو، كانتابريا في 6 فبراير 1833. سافر للخارج وكان نائبًا في الحزب السياسي الكارلي الإسباني، إلا أنه تخصص بعدها في المساهمة في الآداب. اشتهر بصداقته مع جالدوس، على الرغم من معارضته الأيدلوجية السياسية له. كان بيريدا يميل إلى المذهب الواقعي المليء بالملاحظات. وتعد كل من مشاهد جبلية عام 1864 وبينياس بالأعلى من أبرز أعماله. وعقب اندماجه في الكتابات الأدبية، وجد بيريدا غايته المثالية في الكتابات الروائية حيث الرؤية المغرمة بالمناظر الطبيعية وسكان الجبال مع شغفه بهم وبلغتهم المميزة. اعتاد بيريدا في أول رواياته التي تنتمي إلى الروايات ذات اللحن الرعوي على مواجهة السلام مع جهل أهل الريف في المزالق السياسية من الحياة الحديثة مثلما ظهر في هذا الشبل من ذاك الأسد ودون جونثالو دي لا جونثاليرا.
وانتهت الأنشودات الرعوية عندما قرر بيريدا التخلي عن دفاعه الصريح عن ذلك الأمر. وكتب في المرحلة الثانية بعض الحكايات مثل سوتيليثا، ملحمة بطولية لبعض صيادي كانتابريا، وبوتشيرا. فيما تأتي بينياس بالأعلى عام 1895 على قمة أعماله الروائية الإبداعية، حيث تظهر بها بعضًا من الملامح الرعوية الوصفية والأسلوب المتعلق بالتقاليد والذي يظهر مهملًا في هذا الأيام. وعلى الرغم من ذلك، فإن خوسيه ماريا دي بيريدا يعد روائيًا كبيرًا موهوبًا بقدرته الوصفية والملحمية. وتوفي في سانتاندير في 1 مارس عام 1906.

### بيدرو أنطونيو دي ألاركون

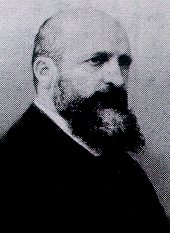
بيدرو أنطونيو دي ألاركون.

وُلد بيدرو أنطونيو دي ألاركون في وادي آش في غرناطة عام 1833. يعد واحدًا من كبار ممثلي تيار الواقعية الذين ارتأوا أنها فرضت نفسها على النثر الرومانسي في ذلك الوقت. كان سياسيًا بالإضافة إلى كونه كاتبًا تطورت أيدلوجيته من المواقف الليبرالية إلى التقليدية.
شارك ألاركون في حرب المغرب بوصفه متطوعًا، وترك شهادة مكتوبة عن تجربته في تلك الحرب في يوميات شاهد على الحرب الأفريقية عام 1859. كان في فترة من الفترات كاتبًا لأدب الرحلات، حيث كان يوصف في مقالاته العديد من الرحلات التي قام بها. اشتهر ألاركون آنذاك برواياته الدينية وكان من أشهرهم رواية الفضيحة عام 1875، والتي دافع فيها عن اليسوعيين، وهو الأمر الذي أثار جدلًا كبيرًا. كانت رواية القبعة ثلاثية الزوايا من رواياته الأكثر شعبية التي نُشرت عام 1871.

### بينيتو بيريث جالدوس

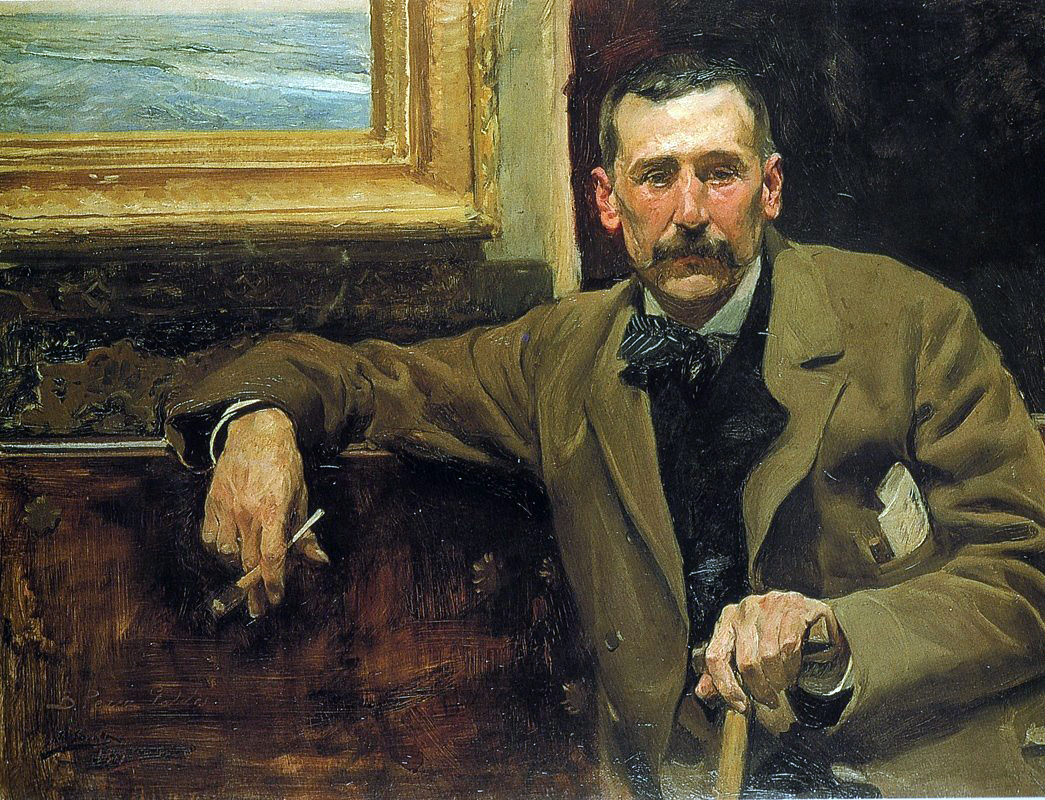
بيريث جالدوس.

وُلد بينيتو بيريث جالدوس في لاس بالماس في كناريا الكبرى في مدريد في 10 مايو 1843. اشتهر كونه واحدًا من أشهر الكتاب الممثلين للحركة الواقعية في إسبانيا. درس القانون بمدريد حيث تعرف هناك على حياة القصر الحاكم. وفي باريس ظل متحيرًا أمام روايات بلزاك التي كان لها أثر ملحوظ في أعماله. أعلن جالدوس عن أيدلوجيته التقدمية والمعادية لرجال الدين، وهو الأمر الذي من المفترض ألا يكون عقبة في صداقاته مع كل من مينينديث أي بيلايو وخوسيه ماريا دي بيريدا أصحاب الفكر المعارض لجالدوس. واحتفظ جالدوس بلطف متبادل مع الملك ألفونسو الثالث عشر. وبدءًا من عام 1910، بدأ في فقدان بصره رويدًا رويدًا وأصبح فريسة لتكاليف حياته الشخصية الفوضوية. وتقدم للحصول على جائزة نوبل، إلا أنه تمت معارضة تكريمه من قبل نصف الشعب الإسباني إضافة إلى الأكاديمية الملكية الإسبانية، وذهب الدعم الذي حصل عليه من الشخصيات الكنسية العليا هباءً. وتوفي كفيفًا في مدريد عام 1920.

#### الفصول الوطنية
تتكون الفصول الوطنية من خمس سلاسل أدبية، تم نشرها في أربعة وستين مجلدًا. وشكلوا جميعهم إطارًا واسعًا للتاريخ الإسباني المعاصر ما بين حرب الاستقلال واستعادة الملكية في حبكة درامية تخيلية.
تكونت فصول السلسلة الأولى، والتي تم تُشرها ما بين أعوام 1873 و1875 من طرف الغار وبايلين وسرقسطة وجرندة. وكان العامل المشترك بين كل هذه البلدان هو البطل جابرييل أراثيلي، وهو شاب عاش في أوقات حرب الاستقلال. وكان من بين السلاسل التي ظهرت لاحقًا أمتعة الملك خوسيه ومائة ألف طفل لسان لويس وتوماس دي ثومالاكاريجي جنرال في الحرب الكارلية الأولى وبريم أو صاحبة القدر الحزين، في إشارة إلى الملكة إيزابيل الثانية. فيما جاءت خاتمة السلاسل الأدبية الخمسة لتعكس بعض الأحداث التي عاصرها جالدوس، إلا أنها في الوقت ذاته كانت غير مكتملة والأكثر إهمالًا.

#### أعماله الروائية
كان جالدوس في فترته الأولى ما بين أعوام 1867 و1878 يكتب دون هوادة ضد التعصب والنفاق. وكانت رواياته تعرض شابًا من الفنيين في مواجهة بيئته المعادية في مدينة صغيرة، وظهر ذلك في دونيا بيرفكتا وجلوريا وعائلة ليون روش. إضافة إلى رواية ماريانيلا ذات الطابع الرعوي التراجيدي التي تعرض قصة الحب بين شخص كفيف وفتاة جاهلة وقبيحة، والتي قررت الهرب بعدما استعاد حبيبها بصره بعد خوفها من أن يكتشف قباحة وجهها، وتموت عندما يتزوج بامرأة أخرى.
وبعد ذلك، فيما بين أعوام 1881 و1915، قام جالدوس بنشر أربعة وعشرين رواية، تجتمع جميعها في فصيل الكوميديا الإنسانية للتي تعكس الحياة اليومية في مدريد. واحتفظت هذه الروايات بأطروحات تقدمية، ولكنها كانت أقل حدة مما كتب قبل ذلك. وتمركز اهتمامه على الطبقة الوسطى من الشعب بشكل دقيق ولكنه كان حزينًا في الوقت ذاته. وبرزت من بين هذه الروايات لا دي برينجس؛ وفورتوناتا وخثينتا، التي تعد عمله الأكثر شهرة؛ مياو، الرواية التي تحمل نظرة درامية للبيروقراطية في ذلك العصر؛ توركيمادا في المحرقة، والتي تقدم دراسة عن الجشع؛ الرحمة.

#### أعماله المسرحية
بدأ بيريث جالدوس مسيرته الدرامية في وقت متأخر. برزت من بين أعماله كل من شعواء المنزل وابنة سان كنتين وإليكترا، والتي تسبب نشرها في إحداث العديد من الاضطرابات الاجتماعية والجد، التي تمت معالجتها سينمائيًا من قبل خوسيه لويس جارثي. وتميز مسرح جالدوس بالبساطة على الرغم من أن لغته المسرحية المستخدمة وقتئذ أصبحت الآن لغه قديمة.

#### أهميته
كان النجاح الذي حققته أعمال جالدوس الروائية والمسرحية، إضافة إلى الحلقات الوطنية نجاحًا مطلقًا. واعتبره نقاد وكتاب ذلك العصر بمثابة الشخص العبقري، بالرغم من أن التزامه الديني والاجتماعي والسياسي قد سبب له الكثير من الخصومات والعداء. وتأثر به كتاب جيل الثمانية والتسعين، بالرغم من اعتراضهم على السوقية المنشرة في أعماله، حتى نعته بايي إنكلان بـ السيد بينيتو بائع الحمص، إضافة إلى عدم ملاحظتهم أن ما تم تناوله بشكل سوقي كانت الحياة التي قام بتقديمها. ويعتبر جالدوس في الوقت المعاصر واحدًا من أوائل الروائيين الإسبان.

### إميليا باردو باثان

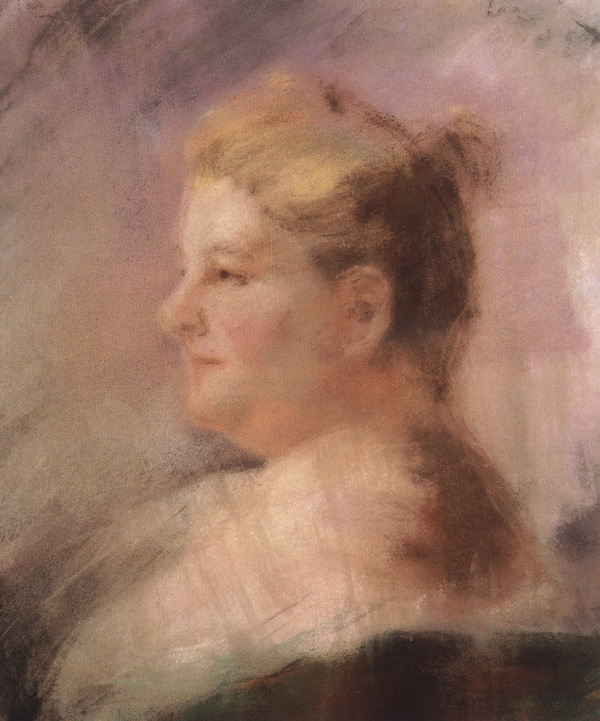
إميليا باردو باثان.

وُلدت إميليا باردو باثان في لا كورونيا عام 1851. في سن السابعة عشر، تزوجت من خوسيه كيروجا إيه بيريث دي ديثا وانتقلت للعيش في مدريد. كانت امرأة واسعة الثقافة حيث قامت بالعديد من السفريات، إلى أن توفيت في مدريد عام 1921.

#### أعمالها
تبرز مقالة المسألة الملحة عام 1883 من بين دراساتها عن الأدب المعاصر، التي أظهرت بها عدم قبولها للمادية الطبيعية، فقد دافعت عن الأداء الواقعي وواجهت كل من أيد فكرة أن الشر يظهر فقط في الأدب حتى يقهر.
يتميز أسلوبها بالحيوية وبالتعمق في المشكلات والمواقف الصعبة. كتبت مئات القصص التي نُشرت مُجمعة مثل: حكايات ماريانيلا. لكن إنتاجها الأدبي يتمتع بقدر كبير من الأهمية في فن الرواية مثل سفر الزوجين، التي تتناول قصة زواج بين رجل ناضج من شابة غير متعلمة وثرية؛ المنبر، الرواية الأكثر طبيعية في روايتها، حيث تصف الحياة القاسية لأحد العمل في مصنع للتبغ. وبالمثل هناك الكثير من أعمال الكاتبة ذات أهمية كبيرة مثل أديرة أُويوا والطبيعة الأم، مع إدراج الشخصيات والمناظر الجاليسية مع حجة عاطفية وأحيانًا عنيفة.

### لويس كولوما

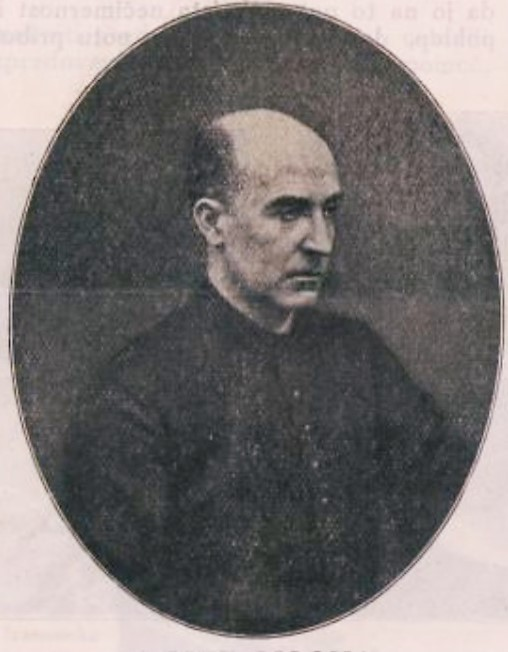
لويس كولوما.

وُلد لويس كولوما في شريش عام 1851 هو ابن طبيب شهير، وفي الثانية عشرة من عمره التحق بالمدرسة البحرية الإعدادية في سان فيرناندو عام 1863، إلا أنه بعد ذلك تركها وتخرج في كلية الحقوق بجامعة إشبيلية، بالرغم من أنه لم يصل أبداً لممارسة مهنة المحاماة. كان عضوًا في الأكاديمية الملكية الإسبانية عام 1908 وتوفي في مدريد عام 1914.
امتهن الكتابة الأدبية حقق نجاحًا كبيرًا بين القراء. كتب روايتين هامتين وهما صغار وصبي. قام في الرواية الأولى بنقد الطبقة العليا من المجتمع المدريدي، في السنوات التي سبقت استعادة الملكية عام 1874، ممثلًا في شخص ألفونسو الثاني عشر، نجل إيزابيل الثانية. ثم نشر بعد ذلك، بعض الروايات ذات الطابع التاريخي مثل خيرومين في إشارة إلى دون جوان النمساوي.

### ليوبالدو ألاس (كلارين)

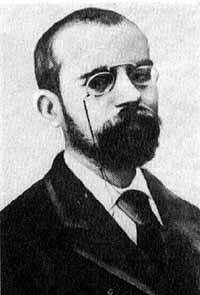
ليوبولدو ألاس (كالارين).

وُلد ليوبالدو ألاس (كلارين) في سمورة عام 1852، إلا أنه كان يشعر بانتمائه إلى أستورياس. درس القانون في أوفييدو وحصل على الدكتوراه في مدريد، حيث فقد إيمانه. ومنذ هذه المرحلة، وهو يعيش في حالة صراع روحاني دائم، وهو الأمر الذي شهدت عليه أعماله. وفي سن الثالثة والعشرين، بدأ في استخدام الاسم المستعار كلارين في كتاباته. ثم أصبح أستاذًا في جامعة أوفييدو عام 1883، ودافع عن أفكار الجمهورية، ولكن سرعان ما انغمس في السياسة. استعاد إيمانه عام 1892 عقب أزمة وعي المت به، إلا أنه لم يصل إلى قمة الإيمان بالعقيدة الكاثوليكية. وتوفي عام 1901.

#### أعماله
تمتع كلارين بمكانة كبيرة بوصفه ناقدًا أدبيًا. وتبرهن مقالاته على معرفته الكبيرة وعدالته، والذي عبر عنه في مواقف عدة بسخرية لاذعة ومهينة. ونُشرت مقالاته، التي عكست سلطة خفية على الساحة الأدبية الإسبانية، مجمعة في مجلدات عدة تحمل اسم معزوفات منفردة لكلارين وباليكيس. وبالمثل أسهم في الفن القصصي والروايات القصيرة وقام بنشر أكثر من سبعين مؤلفًا من هذا النوع الأدبي. وتأتي بيبا عام 1879 والتي تروي تراجيديا وغد من أوفييدو. إضافة إلى الأعمال الأخرى مثل الرب وكورديرا الأنشودة الرعوية الدرامية الكلاسيكية.
عُرف كلارين في الأساس بوصفه روائيًا، بعمليه الروائيين الوحيدين لا ريخنتا تعد الرواية الأولى هي الأهم والتي كُتبت عام 1885، والتي تحمل تأثيرًا واضحًا من رواية مدام بوفاري لجوستاف فلوبير. وتقدم بيتوستا، اسم مجازي لأوفييدو، جسديًا وأخلاقيًا بوصفها نموذجًا لمدينة إسبانية تعمقت في المظاهر التقليدية. استخدم ألاس تقنية المذهب الطبيعي، ولكنه لم يرسم أجواء فاحشة مثلما فعل زولا، الذي يتخذ من الأوساط البورجوازية مسرحًا لتقديم الأحداث، ولكنه أظهر التشاؤم بجانب سمات أخرى واضحة من الحنان والسخرية. في لا ريخنتا خرجت البطلة آنا أوثوريس، والتي تحمل بعض السمات المشتركة مع إيما بوفاري، لمناقشة الضمائر في صراعه مع الواجبات ومع البيئة، حيث رسم صورة مسيئة عن المدينة في نظر الكثيرين. وسرعان ما أدانت الكنيسة هذه الرواية، ولكن مع مرور الوقت، نشأت علاقة صداقة صريحة بين كل من كلارين والأسقف. وفي العصر الحالي، تقف لا ريخنتا في قمة الأعمال الروائية في الواقعية الإسبانية على قدم المساواة مع فورتوناتا وخثينتا لجالدوس.

### أرماندو بالاثيو بالديس
وُلد أرماندو بالاثيو بالديس في إنترالاجو، بأستورياس عام 1853. درس في أفيليس وأنهى البكالوريا في أوفييدو، ثم أكمل دراسته الجامعية في القانون في مدريد. أدار المجلة الأوربية، حيث نشر بعضًا من مقالاته والتي جمعها فيما بعد في اسكتشات أدبية عام 1871. وبعد وفاة خوسيه ماريا دي بيريدا عام 1905، تولى أرماندو منصبه في الأكاديمية الملكية الإسبانية.
كان صديقًا قديمًا لكلارين، وكتب عدة روايات هامة مثل: مارتا وماريا التي تحارب التصوف الكاذب، والتي تروي انتقال شقيقتين من حاملي الكتاب المقدس إلى بيئة معاصرة. فيما تعد شقيقة سان سولبيثيو الأكثر شعبية بين أعماله، حيث يقص مغامرات ما قبل زواج طبيب من جالسيا من البطلة الراهبة، دون رغبة منها في تجديد تعهداتها للرب. وجدير بالذكر أيضًا القرية المفقودة، قصة درامية لشعب تدهورت أحواله بسبب العمليات التعدينية.

### بيثينتي بلاسكو إيبانييث

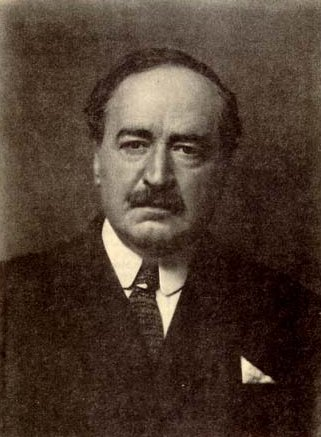
بيثينتي بلاسكو إيبانييث.

وُلد بيثينتي بلاسكو إيبانييث في بلنسية عام 1867. كان منشغلًا بأفكاره الجمهورية المتطرفة والتي عانى على أثرها الاعتقال والنفي. كان عضوًا في ستة مجالس تشريعية.
في عام 1990، رحل إلى الأرجنتين سعيًا وراء الثروة ولكن لسوء حظه باءت محاولته بالفشل. دافع عن الحلفاء أثناء الحرب العالمية الأولى (1914- 1918)؛ وفي هذا الصدد، كتب فرسان القيامة الأربع، الرواية التي حققت نجاحًا كبيرًا على مستوى العالم. عاش حياته مليونيرًا متعدد الثقافات وتمت معالجة الكثير من أعماله سينمائيًا في هوليود. توفي في منتون بفرنسا في 28 يناير عام 1928. وتم نقل رفاته إلى مسقط رأسه ببلنسية عام 1933 حيث تم استقبالها بحفاوة بالغة.
حقق بلاسكو نجاحًا روائيًا كبيرًا، وغلب على مواضيع رواياته أصوله البلنسية، وظهر ذلك في لا باروكا وبين أشجار البرتقال والقصب والطين. كان بلاسكو مناقشًا لأفكاره السياسية والاجتماعية والمناهضة للدين في الكاتدرائية، حيث اشتهر المؤلف الذي حققت كتابته الأكثر مبيعاً سواء داخل أو خارج إسبانيا، بنشاطاته السياسية المثيرة للجدل. يُعرف اليوم في العالم الناطق باللغة الإنجليزية بروايته فرسان القيامة الأربع التي تدور أحداثها في الحرب العالمية الأولى والتي تم تحويلها إلى فيلم سينمائي صامت عام 1921، كما أعيد إنتاج الفيلم في عام 1962 ليدور حول الحرب العالمية الثانية هذه المرة.
كانت اللمحة البلنسية في أعمال بلاسكو إيبانييث محط أنظار النقاد. وقارنه البعض بزولا الإسباني، حيث يتشارك مع الروائي الفرنسي في بعض الملامح الهدامة للمجتمع، وميلهم لرسم الأجواء الفاحشة مع الاهتمام بالتطور البيولوجي. كتب بشكل مكثف، وصُنف أسلوبه بالفظ بالرغم من أنه لم يخلُ من الصور ذات النقاء التشكيلي. مقارنة بفترة تواجده على الساحة الأدبية الإسبانية يمكن القول بأنه كان عضوًا ضمنيًا داخل جيل الثمانية والتسعين، إلا أن روحه العالمية في الوقت ذاته تختلف عن الزهد وثقافة هؤلاء الكتاب.

## الشعر
تطورت الرواية الواقعية بشكل سريع في النصف الثاني من القرن التاسع عشر، إلا أن هذا التطور لم يصل إلى الشعر الغنائي أو المسرح، الذين تحولا بشكل أقل حدة من الرواية، إلا أنهم في الوقت ذاته كانا يحملان بعض الملامح من تيار الرومانسية حتى أواخر القرن التاسع عشر.
تعد الرومانسية الأخيرة ظاهرية أكثر منها حقيقية؛ فقد كانت في بعض الأحيان تفتقر إلى العمق وأحيانا أخرى بدون التمجيد الغنائي. وكان السبب في ذلك تواجد الطبقة البورجوازية المتضامنة مع استعادة الملكية عام 1875. ولم تترك هذه الطبقة، التي رسخت التي رسخت قواعد الرأسمالية وأعطت الخطوات الأولى للصناعة في البلاد، مجالًا للأشخاص العاشقين لفكرة الفن من أجل الفن.
من أبرز شعراء الواقعية الإسبانية يأتي كل من جاسبر نونيث دي أرثي ورامون دي كامبوأمور، وفي بعض الأحيان، ينتسبون إلى الرومانسية بوصفهم من المعارضين للحركة. وينضم إليهم كل من جوستابو أدولفو بيكر وروساليا دي كاسترو، الذين ينتمون إلى الرومانسية، إلا أنهم في الوقت ذاته لديهم مؤلفات تنتمي إلى الفترة الواقعية.

### رامون دي كامبوأمور
وًلد رامون دي كامبوأمور في نافيا، أستورياس عام 1817. كان ينتمي إلى حزب الوسط الليبرالي، إضافة إلى عمله موظفًا في المالية ومحافظًا ونائبًا برلمانيًا. كتب مقالات عدة عن موضوعات فلسفية، في المطلق، وبعض الأعمال الدرامية والقصائد الملحمية والفلسفية مثل: كولون و الدراما الكونية والمحامي تورالبا. وتوفي عام 1901.
تندرج عددًا من القصائد القصيرة تحت إبداعه الشخصي الخاص مثل أوموراداس ما بين عامي 1886 و1888 ودولوراس عام 1846 وقصائد صغيرة ما بين 1872 إلى 1874. وحاول كامبوأمور بأعماله السابقة تخطي تيار الرومانسية، مبتكرًا نوعًا خاصًا من الشعر البسيط والمُشكك الذي يتوافق مع العصر، والذي يبدو في بعض الأحيان شعرًا ساخرًا مع بعض الموعظة التي لم يكن لها قيمة، والتي تعتبرها الدراسات النقدية في الوقت الحالي أعمالًا مبتذلة. شرح كامبوأمور أفكاره المبتكرة في عمله بويتكا أو الأعمال الشعرية قائلًا: «يعد الشعر تمثيلًا إيقاعيًا لفكرة عن طريق بعض الصور، التي يتم التعبير عنها من خلال لغة لا هي بنثرية ولا أكثر طبيعية ولا بأقل الكلمات...  فقط يجب على الإيقاع أن يفصل بين لغة الشعر عن لغة النثر الخاصة به... أستشعر بكل أسف فكرة الفن من أجل الفن ولهجة الكلاسيكية الخاصة، أسعي من داخلي إلى الوصول إلى الفن من أجل الفكرة والتعبير عنها بلغة واضحة، متطورًا الجوهر والشكل الشعري».

### جاسبر نونيث دي أرثي
.وُلد جاسبر نونيث دي أرثي في بلد الوليد عام 1834. كان حاكمًا لبرشلونة ونائبًا برلمانيًا. كتب بعضًا من الأعمال الدرامية مثل حزمة الحطب عام 1872، والتي تناولت حياة الأمير كارلوس أمير أستورياس ابن الملك فيليب الثاني، وهو الموضوع الذي عُولج سابقًا من قبل الكاتب المسرحي الألماني شيلر؛ على الرغم من أن أفضل أعماله كانت من الأشعار والقصائد المطولة.
اعتنى نونيث دي أرثي بالتعبيرات، ولكن في الوقت ذاته ارتسمت قصائده بالتصنع السياسي مثل قصيدة صرخات المنافسة عام 1875، والتي سعى من خلالها إلى الوصول إلى شعر مدني ووطني؛ فيما ارتسمت أخريات بالخطابات ذات الطابع الفلسفي مركزًا على عنصر الشك. وكان يعيبه الإفراط في استخدام البلاغة شديدة السهولة. إضافة إلى ذلك، كتب بعض القصص أو الأساطير المنظومة مثل القصيدة الرعوية عام 1879 والصيد عام 1884 والفيرتيجو عام 1879. وتوفي عام 1903.

### شعراء آخرين
كان هناك العديد من الشعراء الآخرين، على الرغم من أنهم كانوا أقل لأهمية، إلا انهم انتهجوا تيار الواقعية في كتاباتهم، ويأتي من بينهم كل من:
- بينتورا رويث أجيليرا (1820-1881):[130] وُلد في سلامنكا وهو كاتب أصداء وطنية،[131] مجموعة أساطير وطنية ومرثيات.[132]
- بيثنتي وينثيسلاو كيرول (1836-1889):[133] وُلد في بلنسية، كاتب كتاب القوافي.[134]
- فيديريكو بالارت (1831-1905):[135] كتب آلام،[136] مجموعة من قصائد الرثاء تم كتابتها بعد وفاة زوجته.
- إميليو فيراري(1820-1907): من بلد الوليـد، احتذى بنونيث دي أرثي.[137]
- خوسيه بيلاردي (1849-1892):[138] على نهج نونيث دي أرثي مثلما فعل فيراري.[139]
- مانويل ريينا (1856-1905): تجلت في قصائده ملامح موطنه الأندلس.[140]
- خواكين بارترينا (1850-1880): وُلد في برشلونة،[141] تطبعت أعماله بروح الدعابة وحذا حذو رامون دي كامبوأمور مع إضافة لمسة التشاؤم المادي، في عمله شيء.[142]

## المسرح
يصف المسرح الواقعي الإسباني بعض المواقف انتقالًا من وجهة النظر المحافظة وغير القابلة للنقد إلى التقدمية والناقدة بشكل لاذع: وظهر ذلك في الكوميديا العليا لأديلاردو لوبيث دي أيالا وبينتورا دي لا بيجا، مع المسرح غير المستقر أخلاقيًا لبينيتو بيريث جالدوس والانتقادات الحادة التي وجهت لكاتب الأقليات المسرحي إنريكي جاسبر. إضافة إلى هؤلاء المؤلفين، أُعيد الاهتمام مجددًا بأدب الأعراف والسلوك الذي يعكس العامة البورجوازية من الشعب الأكثر تحفظًا من خلال بعض الأنماط الأدبية مثل الأوبريت أو الفصول الهزلية أو الدراما بين الجلسات. كان المسرح وقتئذ يهدف إلى الهروب من الواقع، وبدوره كان يتعمد عدم إثارة الوعي البورجوازي تجاه المشكلات. إضافة إلى محاولته إعادة إحياء قيم الطراز القديم المحافظة عن الشرف مع جهود أخرى مبذولة لإحياء الدراما التاريخية الرومانسية التي كتبها مانويل تامايو إيه باوس أو التي كتبها عالم الرياضيات المنتمي للرومانسية الجديدة خوسيه إتشيجاراي.

### خوسيه إتشيجاراي

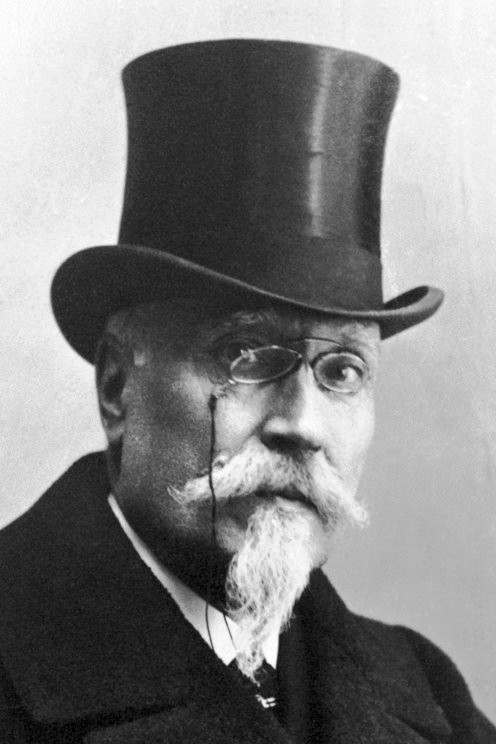
خوسيه إتشيغاراي.

وُلد خوسيه إتشيجاراي في مدريد عام 1832، وشغل عددًا من المناصب السياسية الرفيعة. استبدل دراسته العلمية في الرياضيات والمسائل العلمية، حيث أسهم بكاتبين في هذا المجال العلم الشعبي والتبسيط العلمي، بالشعر المسرحي، ووفقًا للاثارو كارتير، فقد أعطى هذا التحول لإتشيجاراي نوعًا من الخشونة المنهجية والتي أظهرت الجهد المبذول أكثر من الغريزة الشعرية. وفي عام 1904، حصل إتشيجاراي على جائزة نوبل مناصفة مع فريدريك ميسترال.
حاول إتشيجاراي التوليف بين عنصرين غير متوافقين وهما الرومانسية المبالغ فيها مع الوضعية والواقعية الكامنة في عصره. ونتيجة لذلك، ظهر المسرح المعاصر الذي يتناول العادات والتقاليد مستندًا إلى الإجراءات الرومانسية، إلا أنه واجه الكثير من النقد لسوء توظيفه للمواقف التراجيدية والمثيرة للشفقة. وتفرد إنتاجه المسرحي لمعالجته لمشكلة فكرية تثير الوعي وتحرك الضمير. وانعكس ذلك في عناوين مؤلفاته مثل صراع بين الواجبات. ويأتي من أشهر أعماله كل من جنون الإله عام 1900 والبقعة النظيفة عام 1895 وأو الجنون أو القداسة عام 1876.

### مانويل تامايو إيه باوس
وُلد مانويل تامايو إيه باوس في مدريد عام 1829. هو نجل لاثنين من الممثلين وهما خوسيه تامايو وخواكينا باوس، وتزوج من ابنة الممثل الشهير إيسيدورو مايكيث. كان مرتبطًا بالمسرح وأضاف له العديد من الأعمال المسرحية المتنوعة. كتب التراجيديا الكلاسيكية فيرجينيا عام 1853 والدراما الرومانسية جنون الحب عام 1855 عن خوانا الأولى ملكة قشتالة وأراجون؛ إضافة إلى مسرح الأعراف كما ظهر في كرة الثلج عام 1856 والإيجابي عام 1862؛ ومسرح الأطروحات مثل رماح الشرف عام 1863 والرجال الخيرين عام 1870. تعد الدراما الجديدة عمله الأكثر أهمية، حيث قدم باوس شكسبير وفرقته المسرحية داخل إطار العمل. وأثناء تطور الأحداث، يكتشف الممثل والتون أن زوجته أليثيا التي تتلعب دورًا بالدراما هي المرأة الخائنة التي كانت تخدعه. ولكن ما حدث بشكل زائف في الدراما أصبح واقعًا، حيث أحبت أليثيا أدموندو وقت تمثيل العمل، فقام والتون بقتلها على خشبة المسرح في أحد المشاهد لتطهير شرفه. وأخيرًا قام شكسبير بتوضيح الأمر للجمهور.

### كتاب مسرح آخرون
- أديلاردو لوبيث دي أيالا (1828- 1865): شغل العديد من المناصب السياسية العليا، حيث كان وزيرًا ورئيس مجلس النواب. طور الكوميديا العليا ببعض الأعمال مثل السقف الزجاجي وعزاء ودون خوان الجديد، والتي أثار بهم بعض الأطروحات الأخلاقية.[156]
- أوخينيو سييس (1844-1926):[157] كتب العقدة المستعصية، والتي طرح بها المشاكل المتعلقة بالزواج.[158]
- إنريكي جاسبر (1842- 1902)، مؤلف لبعض الأعمال الكوميدية مثل اللاوي والأشخاص اللائقة والظروف، والتي تعكس جميعها البيئة البرجوازية في عصره.[159]
- خوسيه فيليو إيه كودينا (1847- 1897): أسهم بالدراما الريفية لا دولوريس ومسرح العادات الإقليمية.[160]
- ليوبولدو كانو (1844- 1934): من أشهر أعماله آلام والفراشة.[161]

## النقد: مينينديث أي بيلايو
وُلد مارثيلينو مينينديث أي بيلايو في سانتانديرعام 1856. كرس بيلايو حياته لدراسة تاريخ الأفكار والنقد وتاريخ الأدب إسبانيا وأمريكا اللاتينية وفقه اللغة الإسباني بوجه عام، وذلك على الرغم من كونه محبا للشعر والترجمة والفلسفة. ربما يعد الشخصية الرئيسية في تاريخ الثقافة الإسبانية في القرن التاسع عشر. في سن الثانية والعشرين حصل على الأستاذية في جامعة مدريد. وفي الخامسة والعشرين، كان عضوًا في الأكاديمية الملكية الإسبانية عام 1880، وبعدها بفترة وجيزة أصبح عضوًا في الأكاديمية الملكية للتاريخ."نبذة عن حياة وأعمال مينينديث أي بيلايو" (بالإسبانية). escritores. Archived from the original on 2018-09-18. Retrieved 26 أغسطس، 2013. {{استشهاد ويب}}: تحقق من التاريخ في: |تاريخ الوصول= (help) تولى إدارة المكتبة الوطنية. وعند وفاته عام 1912، ترك إرثًا كبيرًا في مكتبته الشخصية.
كان لأعمال بيلايو رواجًا واسع النطاق. ويتضح حبه لإسبانيا وروحه الكاثوليكية في أعماله الأدبية. عمد إلى تطوير التراث الثقافي الإسباني بهدف إعادة تقييمه، وهو الأمر الذي سبب له الدخول في جدالات قوية مثلما حدث في العلوم الإسبانية (1887-1880). يرى بعض النقاد أن بيلايو قد تتبع الخطوط الرئيسية للفكر الإسباني في أعمال مثل تاريخ الهراطقة الإسبان (1880- 1882) وتاريخ الأفكار الجمالية في إسبانيا (1883- 1889). أما فيما يخص التاريخ الأدبي، فكتب بعض الأعمال الأدبية مثل أصول الرواية (1905- 1915) ومختارات الشعراء الغنائيين (1890- 1908) وأعمال لوبي دي بيجا (1890-1902).

## اقرأ أيضا
- واقعية أدبية
- البوم الأمريكي اللاتيني
- أدب كاتالوني